# Menstabu
Ett menstabu (alt. menstruationstabu) är ett socialt tabu gällande menstruationen. I vissa samhällen innefattar tabut allt från att menstruation betraktas som orent eller pinsamt, till att sträcka sig till att gälla omnämnande av menstruation offentligt (i media och reklam) och privat (bland vänner, i hemmet, tillsammans med män). Många traditionella religioner anser menstruationen vara rituellt orent. Exempelvis så får inte kvinnor lov att vistas i tempel under tiden de menstruerar och ska på olika sätt under denna tid distanseras från samhället. Ett annat exempel är Chhaupadi, som helt förbjuder kvinnor att vistas i hemmet under menstruationen då det anses påverka människor och föremål de vistas nära, såsom att kvaliteten på livsmedel försämras i deras närhet. 
Olika kulturer ser olika på menstruation. Studier under tidiga 80-talet visade att nästan alla flickor i USA ansåg att tjej inte borde nämna menstruation inför pojkar och en tredjedel av flickorna ansåg att det var olämpligt att prata om menstruation med sina fäder. Ursprunget till många gällande normer och uttryckssätt kring menstruation är övertygelsen att menstruationen ska hållas dold. Då det i många religiösa åskådningar uppmanas att mensen ska hållas dold och hymlas med så får tabut kring ämnet vidare fäste och mönstren och strukturerna blir allt svårare att ändra. I västvärlden, där mens inte är lika tabubelagt som övriga världen, är mens trots detta något som ska hållas dolt. Mens nämns sällan på ett naturligt sätt i populärkulturen och i många reklamer om mensskydd handlar mycket om att dölja mensen och hur kvinnan ska gå tillväga för att vara fräsch trots mensen
Uppmaningar och förpliktelser kring menstruation och menstruationstabu finner sin grund i kontroversiella tankar och citat från olika religiösa verk som tack vare dessa skrifter får stor styrka och många människor fortsätter att följa och efterlikna dessa uppmaningar. Det ligger som en skam och tabu kring ämnet menstruation och det är enormt svårt att ändra på dessa mönster och normer, då det är djupt präglat i många religiösa skrifter som många personer efterföljer i sina liv. Det kan uppstå ett etiskt dilemma för många att dra gränsen för vad som är rätt och fel men samtidigt lyckas följa sina religiösa skrifter. Många av dessa uppmaningar kring menstruationer och hur kvinnor ska bete sig när de har mens har blivit förbjudna, men de praktiseras fortfarande på många ställen i världen då de religiösa uppmaningar har så pass stort inflytande. 
Menstabu kan vara en orsak till att forskning kring mens inte utforskats i lika stor utsträckning om tabut inte hade funnits. Mens påverkar miljarder människor som menstruerar och skapar för många kvinnor lidande och smärta. Mens och menstabu är en viktig genusfråga som borde få större uppmärksamhet inom framtida forskning. 
Det finns uppfattningar i samhällen om menstabun som inte är kopplade till orenhet. Enligt antropologerna Buckley och Gottlieb visar studier över flera kulturer att medan menstabu i sig är närmast universellt, finns ett brett spektrum av helt skilda regler för uppträdande under menstruationen som "talar om ganska skiftande, t.o.m. motsatta, syften och meningar" med innebörder som är "mångtydiga och skiftande".

## Religiösa Åskådningar

### Judendom
I Torah (Tredje Moseboken
15:19-30), anses en menstruerande kvinna vara oren - "den som rör vid hennes kommer att vara oren till kvällen". Att röra vid henne, röra ett föremål hon suttit eller legat på, eller att ha samlag med henne gör en 
person oren. I vilken grad dessa regler följs inom modern judendom varierar beroende på graden av konservatism.

### Kristendom
Vissa tidiga kyrkofäder försvarade uteslutningen av kvinnor från tjänster inom kyrkan baserat föreställning om kvinnans orenhet. Andra framhöll att renhetslagar borde bli avfärdade som en del av Gamla Testamentet. Trots restriktioner i Moseböckerna, tillät sig Jesus att bli rörd av en sjukligt blödande kvinna och botade henne (Mark 5:25-24).

### Islam
Inom islam tillåts inte kvinnor att framföra böner eller genomföra andra religiösa aktiviteter såsom fasta eller att cirkla runt Kaba. Det här överensstämmer med lagen om blods orenhet. Samlag med sin man är strikt förbjudet för kvinnan under menstruation. Hon står henne emellertid fritt att utföra alla andra handlingar som rör det sociala livet som vanligt. Enligt den bevarade traditionen, uppmuntrade Muhammed menstruerande kvinnor att delta i festliga högtidligheter som de båda Eid-helgerna (eid al-adha och eid al-fitr), dock var de ursäktade från att be.

### Hinduism
Enligt vissa traditionella sedvänjor inom hinduismen ses menstruerande kvinnor som rituellt orena och ges regler att följa. Under menstruation är inte kvinnor tillåtna att "gå in i kök och tempel, sova under dagstid, bada, bära blommor, ha sex, röra vid kvinnor eller män och tala högt. De får inte rida på en häst, oxe, eller elefant, och inte heller ett fordon. Kvinnorna själva ses som orena och nersmutsade, och blir ofta isolerade som orörbara, utan att få återvända till sin familj under tiden som mensen varar.

### Sikhism
Inom sikhismen ges kvinnan samma status som mannen och räknas som ren i lika hög grad. Gururna lär ut att man inte kan bli ren enbart genom att tvätta sin kropp utan att renhet i sinnet är den verkliga renheten. De kallas inte för rena, som sätter sig ner efter att endast ha tvättat kroppen. Guru Nãnak, sikhismens grundare, fördömde behandling av kvinnor som orena under menstruationen.
Inom sikhismen ser inte menstruationen som förorenande. Säkert kan den ha en fysisk och psykisk påverkan på kvinnan. Inte desto mindre är det inte sett som ett hinder för viljan att be eller genomföra sina religiösa skyldigheter fullt ut. Gurun gör väldigt klart att menstruationscykeln är en gudagiven process. Kvinnans blod krävs för att skapa en ny varelse. Kvinnans blod är grundläggande för livet. De som är orena inifrån är de sanna orena.
Att meditera i Guds namn är viktigt. Huruvida ens kläder är blodfläckade eller inte (inklusive kläder fläckade av mensblod) är inte av andlig betydelse. Det finns inga restriktioner gällande kvinnan under hennes mens.

### Bahá'í
Bahá'u'lláh, grundaren av Bahái, förbjöd alla former av religiös orenhet av människor och betonade istället vikten av hygien och andlig renhet. Menstruerande kvinnor uppmuntras att be och avkrävs inte att fasta, de har som (frivilligt) alternativ att citera en vers istället.